# دی‌هیدروکینین
دی‌هیدروکینین (به انگلیسی: Dihydroquinine) یک ترکیب شیمیایی با شناسه پاب‌کم ۱۲۱۵۱۵ است. 